# Національний парк Вьоса
Національний парк дикої річки Вьоса (алб. Parku Kombëtar i Lumit të Egër “Vjosa”) — національний парк у південній частині Албанії. Вьоса стала першою дикою річкою в Європі, якій надано статус національного парку 15 березня 2023 року.
Парк було оголошено природною екосистемою відповідно до рішення Ради міністрів Албанії згідно з Законом №81/2017 «Про охоронювані території».
Долина річки вважається осередком біорізноманіття Албанії, що забезпечує ідеальні водні середовища існування для понад 1100 видів дикої природи, зокрема видр, зникаючого єгипетського грифа та критично загроженого балканського риса, чисельність якого, за оцінками, становить лише близько 15 особин..

## Географія
Національний парк Вьоса розташований у південному заході Албанії, охоплюючи території вздовж річки Вьоса. Це одна з останніх диких річок в Європі, що не зазнала значного впливу людської діяльності, зокрема будівництва гребель і водосховищ.
Річка Вьоса протікає через гори, ліси, низовини та карстові ландшафти, що створює унікальні природні умови. Вона бере початок в Греції та протікає через Албанію, створюючи важливу екосистему для численних видів рослин і тварин.

## Флора і фауна
Національний парк Вьоса відомий своєю різноманітною флорою та фауною. Тут зростають рідкісні види рослин, зокрема орхідеї та інші гірські трави. Парк є домівкою для понад 1,100 видів рослин, а також для великої кількості тварин, зокрема орлів, бакланів, видр і диких свиней. У річці Вьоса водяться численні види риб, зокрема ендемічні види, такі як балканський щукар.

## Історія
Ідея створення національного парку Вьоса виникла в середині 2010-х років через зростаючий інтерес до збереження природних територій Албанії та необхідність захисту дикої природи річки Вьоса. Офіційне заснування парку відбулося у 2023 році, що стало важливою подією для збереження екосистеми в Європі.

## Туризм
Національний парк Вьоса став популярним місцем для екологічного туризму. Відвідувачі можуть насолоджуватися пішими прогулянками, спостереженням за птахами, а також водними видами спорту, такими як каякінг і рафтинг. Парк також пропонує унікальні можливості для наукових досліджень і фотографування дикої природи.

## Охорона природи
Завдяки своєму статусу національного парку, територія підлягає особливій охороні. Албанський уряд активно працює над захистом природних ресурсів та екосистеми парку. Однією з головних цілей є збереження природного середовища річки Вьоса та підтримка її біорізноманіття.

## Визнання та значення
Національний парк Вьоса став важливим елементом глобальних зусиль по збереженню дикої природи. Його відкриття привернуло увагу до необхідності охорони останніх диких річок Європи, які підтримують численні екосистеми і є критично важливими для збереження біорізноманіття в регіоні.